# Bunt robotniczy w Królewskiej Hucie
Bunt robotniczy w Królewskiej Hucie – strajk górników, do którego doszło w dniach 26–27 czerwca 1871 roku w Królewskiej Hucie (ob. Chorzów).
Bezpośrednim powodem wybuchu strajku było wprowadzenie przez dyrektora kopalni Król Volkmara Meitzena tzw. marek kontrolnych (znaczków, które górnicy mieli otrzymywać przy wjeździe do pracy, a zwracać przy wyjeździe), które robotnicy postrzegali je jako pretekst do wydłużenia czasu pracy i zwiększenia kontroli. Pomimo prób uspokojenia nastrojów przez Karola Miarkę, 26 czerwca wybuchł strajk w szybach Erbreich I i II, do którego dołączyło 500-600 górników z szybów Krug i Harnisch.
W liście postulatów do króla Prus, którą zredagował Miarka, oprócz poruszenia kwestii marek kontrolnych, zażądano także podniesienia pensji o jedną trzecią. 27 czerwca przed budynkiem Inspekcji Górniczej na rynku do strajkujących wyszedł Meitzen, po którym przemawiał nielubiany burmistrz Götz, co rozruszyło nastroje i spowodowało, że zostali oni obrzuceni kamieniami. Protestujący zdemolowali następnie posterunek policji i zaczęli plądrować sklepy.
Ostatecznie, bunt zakończył się interwencją wojska wspieranego przez lokalnych mieszczan. W jej efekcie kilku robotników zostało rannych, a 50 aresztowanych.